# Étienne Béothy
Étienne Béothy, tel qu'il a francisé son nom hongrois Beöthy István [ˈbøːti], est un sculpteur, peintre, photographe et architecte hongrois né le 2 septembre 1897 à Heves et mort en novembre 1961 à Montrouge.

## Biographie
Né d'un père médecin issu de la grande famille des Beöthy, Étienne Béothy obtient son baccalauréat à 18 ans, avant d'être mobilisé comme officier quelques mois plus tard en 1915 lors de la Première Guerre mondiale. Ayant été blessé à la tête en 1916, il met à profit sa longue convalescence pour réfléchir aux problèmes de proportion et au nombre d'or. Il entrevoit la série mathématique qui sera l'ossature de son œuvre, La Série d'or.
Démobilisé en 1918, il fréquente certainement l'École Polytechnique de Budapest – sans jamais s'y inscrire, il faut le souligner –, où son père souhaitait qu'il obtienne un diplôme d'architecte. À la même période, Béothy se tourne vers la sculpture dont il apprend les rudiments en intégrant l'Académie des Beaux-Arts de Budapest. Il se lie d'amitié avec Moholy-Nagy et le groupe d'avant-garde révolutionnaire MA (« Aujourd'hui » en hongrois).
Il se marie en juillet 1919, et de ce premier mariage naît un garçon en 1920 qui le rejoindra à Paris en 1936 et deviendra photographe, ainsi qu'une fille, née en 1924, qui deviendra professeur de mathématiques.
Étienne Béothy étudie la sculpture aux Beaux-Arts de Budapest jusqu'en 1924. Lauréat d'un concours qui lui vaut une bourse de voyage, il parcourt l'Europe. Il visite Vienne, Munich, Nuremberg, Strasbourg. Il séjourne assez longuement à Paris, visite Chartres, voyage à Londres et se rend en Italie où il découvre Gênes, Florence, Rome, Naples et Venise.
À la fin de 1925, il retourne à Paris où il s'installe définitivement. Après quelques années de travail intense, il expose au Salon des indépendants, au Salon d'Automne et au Salon des Tuileries.
En 1927, il accueille à Paris Anna Krausz, une artiste peintre hongroise qu'une amie commune, Erzsebet Kremer, demande à Béothy d'héberger. Ils vivront ensemble désormais et auront deux filles, Christine, née en 1944 et Agnès-Ayin, née en 1949. Anna prendra pour signer ses œuvres le nom de son mari et celui de sa mère : Anna Beothy-Steiner.
En 1928, Étienne Béothy réalise ses premières expositions particulières à la galerie « Sacre du Printemps » et, en 1929, à la galerie Zak. Il participe également à l'exposition de la galerie Wolfsberg à Zurich, « Production Paris 1930 ». En 1931, il expose deux fois à la galerie Bonaparte à Paris et est introduit à la Galerie de L'Effort moderne de Léonce Rosenberg pour laquelle il restera, jusqu'en 1939, le « sculpteur de la galerie ».
Membre fondateur puis vice-président du groupe Abstraction-Création de 1932 à 1936, il réalise une exposition particulière en 1934 sous l'égide de ce groupe. En 1938, Béothy organise la première exposition d'art abstrait franco-hongrois à Budapest et donne une conférence sur Le Problème de la Création. Ce texte est édité par la maison Chanth en 1939, en même temps que son livre La Série d'or qui présente une théorie de l'harmonie plastique basée sur la pratique d'une gamme de douze séries. Elle se distingue d'une part des recherches de Matila Ghyka en tant que manuel pratique, d'autre part du Modulor de Le Corbusier, paru dix ans plus tard, et qui se limite à deux séries combinées : octave et quinte.
En 1939, Béothy participe avec Fredo Sides et Yvanoé Rambosson à l'organisation du premier Salon des réalités nouvelles fondé à la galerie Charpentier en 1939 par Robert et Sonia Delaunay. Au sortir de la Seconde Guerre mondiale, il participe en 1945 à l'exposition La Sculpture française depuis Rodin à la Galerie René Drouin, organisée d'après le livre de Nicole Vedrès et Léon Gischia.
En 1946, il devient membre fondateur du Salon des réalités nouvelles dont il deviendra le vice-président en 1956 lorsque le critique d'art Michel Seuphor lui consacre un livre. La même année, il fait inviter par l'UNESCO, à l'Exposition internationale d'art moderne, le groupe des Artistes Hongrois de la Résistance à Paris dont il est le président.
En 1947, il réalise une exposition particulière à la galerie Denise Renée et, l'année suivante, il fait une grande exposition rétrospective de son œuvre à la galerie Maeght. Invité par l'Union des artistes modernes, il devient membre du comité de cet organisme. Par ailleurs, le musée d'art moderne de Paris fait l'acquisition d'une de ses œuvres, Rythme-Plastique.
En 1949, il est invité par la Galerie Blanche à Stockholm et participe à une manifestation Musique et Art plastiques à Innsbruck. La ville d'Anvers l'invite à l'exposition La Sculpture en plein air en 1950 et 1955. En 1951, il rédige avec Fernand Léger et Le Corbusier le premier numéro de « Formes et Vie » et il fonde avec Félix Del Marle et André Bloc le groupe Espace. Il est invité par l'université Yale à propos de l'exposition Art sacré moderne.
En 1952-1953, l'architecte Guy Lagneau le charge de donner des cours à l'École des beaux-arts aux élèves d'architecture sur le sujet « Couleurs et Proportions ». En 1954, il expose à Bruxelles et la critique lui accorde le titre de « meilleure exposition du mois ». Il collabore avec des architectes à la recherche d'une synthèse des trois arts dans le domaine des Formes Utiles. La même année, Anna et lui se séparent. Il trouve un atelier dans le même immeuble pour rester à côté de ses filles, qu'il voit tous les jours.
Il participe à de nombreuses expositions jusqu'à sa mort, qui survient en novembre 1961. Il est inhumé au cimetière de Montrouge (division 51), dans le 14e arrondissement de Paris.
En 1965, grâce aux efforts d'Anna, ses sculptures sont exposées à Athènes dans une grande exposition en plein air d'Art Moderne. En 1984, Anna rencontre Franka Berndt et Alain Anceau avec lesquels elle se charge depuis de vendre les productions de Béothy. Ils font une grande exposition en octobre 1985, en hommage à Anna, morte en août 1985. Les sculptures, peintures et dessins de Étienne Béothy ont été réparties entre ses deux filles et une partie a été donnée au musée de Grenoble, acheteur précoce de la sculpture Espace-Temps.

## Sources
- Livre de Michel Seuphor sur Béothy, livre paru en 1956
- Documents de ses filles, Ayin Beothy, Christine Dufour-Beothy